# Rdeče lanterne
Rdeče lanterne (grško Τα κόκκινα φανάρια, translit. Ta Kokkina fanaria) je grški črno-beli dramski film iz leta 1963, ki ga je režiral Vasilis Georgiadis po scenariju Alekosa Galanosa, ki temelji na njegovi istoimenski gledališki igri. V glavnih vlogah nastopajo Tzeni Karezi, George Foundas, Mary Chronopoulou, Dimitris Papamichael in Manos Katrakis. Dogajanje je postavljeno v pirejsko rdečo četrt, ki je predvidena za rušenje pred izgradnjo novega naselja.
Film je bil premierno prikazan 2. decembra 1963 v grških kinematografih. Kot grški kandidat je bil nominiran za oskarja za najboljši mednarodni celovečerni film na 36. podelitvi. Sodeloval je tudi v tekmovalnem programu Filmskega festivala v Cannesu, kjer je bil nominiran za glavno nagrado zlata palma.

## Vloge
- Tzeni Karezi kot Eleni Nicoleskou
- Giorgos Foundas kot Michailos
- Dimitris Papamichael kot Petros
- Alexandra Ladikou kot Anna Georganta
- Manos Katrakis kot kapitan Nicholas
- Mary Chronopoulou kot Mary Pana
- Phaedon Georgitsis kot Angelos
- Despo Diamantidou kot madam Pari
- Eleni Anousaki kot Myrsine
- Katerina Helmy kot Marina Georgiadou
- Kostas Kourtis kot Doris
- Yro Kyriakaki kot Katerina
- Notis Peryalis kot starec